# Zbigniew Koza
Zbigniew Koza – polski fizyk, dr hab. nauk fizycznych, profesor nadzwyczajny Instytutu Fizyki Teoretycznej Wydziału Fizyki i Astronomii Uniwersytetu Wrocławskiego.

## Życiorys
31 marca 1995 obronił pracę doktorską Anormalna kinetyka układów z reakcją typu A + B - O, 20 grudnia 2004 habilitował się na podstawie pracy zatytułowanej Modele reakcji ograniczonej dyfuzją. Otrzymał nominację profesorską. Piastuje funkcję profesora nadzwyczajnego w Instytucie Fizyki Teoretycznej na Wydziale Fizyki i Astronomii Uniwersytetu Wrocławskiego.